# Plebiscito sobre la República Árabe Unida en Egipto de 1958

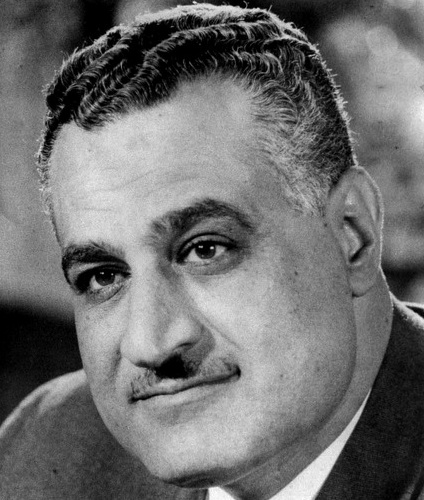
Retrato de Gamal Abdel Nasser durante su segundo mandato.

Un plebiscito sobre la República Árabe Unida fue realizado en Egipto el 21 de febrero de 1958, junto a un plebiscito simultáneo en Siria. El plebiscito consistía en dos preguntas; uno en la formación de la RAU, y el otro sobre la candidatura de Gamal Abdel Nasser para el cargo de Presidente de la RAU. Ambos fueron aprobados, con menos de 300 votos en contra y una participación electoral del 98,1%.

## Resultados

### República Árabe Unida
| Opción                    | Votos     | %    |
| ------------------------- | --------- | ---- |
| Voto «A favor»            | 6.102.128 | 100% |
| Voto «En contra»          | 247       | 0%   |
| Votos en blanco/inválidos | 1.884     |      |
| Total votos emitidos      | 6.104.259 | 100% |

### Nasser para Presidente
| Opción                    | Votos     | %    |
| ------------------------- | --------- | ---- |
| Voto «A favor»            | 6.102.116 | 100% |
| Voto «En contra»          | 265       | 0%   |
| Votos en blanco/inválidos | 1.881     |      |
| Total votos emitidos      | 6.104.262 | 100% |